# Rafael Benítez
Rafael "Rafa" Benítez (sinh ngày 16 tháng 4 năm 1960) là một cựu cầu thủ và là một huấn luyện viên bóng đá người Tây Ban Nha.
Sinh ra ở Madrid, Benitez chơi bóng suốt tuổi trẻ của mình, gia nhập học viện Real Madrid. Ông gia nhập ban huấn luyện Real Madrid ở tuổi 26, được giao công việc huấn luyện đội U-19 và huấn luyện đội dự bị, trợ lý cho HLV trưởng. Ông chuyển tới các CLB khác, nhưng những lần dẫn dắt Real Valladolid và Osasuna đều không thành công.
Ông đã từng dẫn dắt câu lạc bộ bóng đá Anh Liverpool từ tháng 6 năm 2004 cho đến khi bị sa thải năm 2010. Trước đó ông quản lý Valencia và 5 câu lạc bộ La Liga khác.
Benítez đã trở thành người dẫn dắt Valencia thành công nhất trong lịch sử của câu lạc bộ này chỉ sau 3 mùa giải. Năm 2002, ông đã dẫn dắt câu lạc bộ danh được danh hiệu La Liga lần đầu kể từ năm 1971, và năm 2004 ông đã dẫn dắt câu lạc bộ giành được cú đúp La Liga/Cúp UEFA. Năm 2005, ông đã dẫn dắt Liverpool giành chiến thắng ở UEFA Champions League và Siêu cúp bóng đá châu Âu còn năm 2006 ông đã dẫn dắt câu lạc bộ giành chiến thắng ở Cúp FA và FA Community Shield. Benítez trở thành huấn luyện viên thứ 3 sau Bob Paisley và José Mourinho giành Cúp UEFA và UEFA Champions League trong 2 mùa giải liên tiếp. Ông cũng là huấn luyện viên đầu tiên làm được điều đó với 2 câu lạc bộ khác nhau. Ông cũng trở thành huấn luyện thứ hai của Liverpool sau Joe Fagan, giành Cúp châu Âu/UEFA Champions League trong năm đầu tiên nắm đội. Trong suốt sự nghiệp của mình, Benítez cũng giành được một số giải thưởng cá nhân. Năm ông giành được giải thưởng Huấn luyện viên của năm của cả Don Balón và El País khi còn ở Valencia và được vinh danh là Huấn luyện viên Madrid của năm bởi Seven Stars Sport.
Tháng 11 năm 2012, Benitez được bổ nhiệm để dẫn dắt Chelsea nửa mùa giải còn lại, và ông đã giành chức vô địch UEFA Europa League 2012–13.
Ngày 16 tháng 1 năm 2022, ông bị câu lạc bộ Everton bị sa thải sau thành tích bết bát của đội bóng.

## Cuộc sống cá nhân
Rafael Benítez Maudes sinh ngày ra trong một gia đình thuộc tầng lớp trung lưu ở Madrid. Bố ông, Francisco Benítez, là một chủ khách sạn. Mẹ ông là Rosario Maudes. Bà Rosario là một cổ động viên cuồng nhiệt của Real Madrid trong khi bố ông lại ủng hộ Atletico Madrid. Ông Francisco mất tháng 12 năm 2005 khi Benítez đang ở Nhật Bản để tham dự Giải vô địch bóng đá thế giới các câu lạc bộ. Ông là con thứ 2 trong 3 anh em. Anh trai ông, Francisco, sinh năm 1959 và em gái ông, Rosario, sinh vài năm sau đó. Cả ba người đều học ngành thú y và sau đó Rosario trở thành bác sĩ thú y. Năm 1998 Benítez cưới vợ ông, Maria de Montserrat, một tiến sĩ Luật, sinh ở Ourense. Họ có hai con gái, Claudia sinh ở Madrid năm 1999 và Ágata sinh ở Valencia năm 2002.

## Bước đầu sự nghiệp

### Sự nghiệp thi đấu
Khi còn trẻ Benítez đã học tại một vài trường trung học khắp Madrid và chơi bóng cho các đội bóng khác nhau. Trong số các bạn học và đồng đội của ông có Ricardo Gallego. Ông cũng sớm bộc lộ khả năng trở thành huấn luyện viên của mình khi vào tuổi 13, ông bắt đầu huấn huyện một đội bóng thiếu nhi. Năm 12 tuổi, ông gia nhập đội trẻ Madrid. Ông chơi ở vị trí tiền vệ tại Real Madrid Aficionados ở Tercera División và Castilla CF ở Segunda División. Ông cũng đăng ký làm sinh viên tại INEF, khoa thể thao tại Trường Đại học Bách khoa Madrid và năm 1982 ông tốt nghiệp chứng chỉ về Giáo dục thể chất.
Năm 1979 Benítez được chọn vào tuyển Sinh viên Tây Ban Nha tham dự Giải vô địch Sinh viên Thế giới tại Mexico City, México. Ông đã ghi bàn từ chấm phạt đền trong trận đầu tiên thắng 4-0 trước Cuba. Trận tiếp theo, trận hòa 0-0 với Canada, ông bị chấn thương sau pha phòng ngự rắn của đối phương. Chấn thương này khiến ông phải nghỉ thi đấu một năm và chấm dứt cơ hội trở thành cầu thủ chuyên nghiệp của ông. Năm 1981 ông gia nhập Tercera División trong màu áo AD Parla. Ban đầu ông gia nhập AD Parla dưới dạng cho mượn nhưng sau đó được mua đứt và đã giúp câu lạc bộ thăng hạng lên Segunda División B. Ông cũng chơi 3 trận cho tuyển Sinh viên Tây Ban Nha. Năm 1985 ông gia nhập câu lạc bộ đang chơi ở Segunda División B Linares CF dưới sự dẫn dắt của Enrique Mateos với tư cách cầu thủ kiêm huấn luyện viên. Chấn thương đã khiến ông nghỉ gần hết mùa giải 1985-1986 và ông đã quyết định treo giày.

### Huấn luyện đội trẻ Madrid
Năm 1986 khi 26 tuổi, Benítez trở lại Madrid và gia nhập đội ngũ huấn luyện viên của đội bong Hoàng gia. Khởi đầu mùa 1986-1987 ông được bổ nhiệm làm huấn luyện viên đội Castilla B và giành 2 danh hiệu năm 1987 và 1989. Ông giành danh hiệu thứ 3 với  Real Madrid Youth B năm 1990.
Đến giữa mùa giải 1990-91, ông thay thế José Antonio Camacho làm huấn luyện viên U-19 Real Madrid. Với đội bóng này, ông giành cúp U-19 Tây Ban Nha năm 1991 và 1993, đánh bại FC Barcelona trong cả hai trận chung kết. Năm 1993 đội bóng giành cú đúp khi vô địch giải U-19. Trong lúc đó tại Real, năm 1989 Benítez cũng được cấp bằng huấn luyện và mùa hè năm 1990 ông dạy tại một trại bóng đá tại UC Davis, California.
Trong suốt mùa giải 1992-93, Benítez còn kiêm luôn công việc huấn luyện viên phó của Mariano García Remón tại Real Madrid B. Sau thành công với đội U-19, Benítez thay thế García Remón khi bắt đầu mùa giải 1993-94. Real Madrid B sau đó đã thi đấu ở Segunda División vào ngày 4 tháng 9 năm 1993 ông có trận ra mắt tại Segunda División với tư cách huấn luyện viên với trận thắng Hércules CF 3-1. Tháng 3 năm 1994 ông trở thành huấn luyện viên phó của Vicente del Bosque ở đội một Real Madrid trước khi trở lại làm huấn luyện viên cho Real Madrid B trong mùa giải 1994-1995.

### Sự thăng tiến đặc biệt
Nỗ lực đầu tiên của Benítez trên cương vị huấn luyện viên trưởng khi rời khỏi Real Madrid không được thành công. Ông được bổ nhiệm dẫn dắt Real Valladolid trong mùa giải 1995-96 nhưng đã bị sa thải vì thành tích chỉ thắng 2 trong số 23 trận khiến câu lạc bộ tụt xuống cuối bảng xếp hạng Primera División. Trong suốt mùa giải 1996-97, Benítez dẫn dắt CA Osasuna ở Segunda División nhưng chỉ sau 9 trận đấu với một trận thắng ông đã bị sa thải. Tuy vậy ông đã gặp huấn luyện viên thể lực Pako Ayestaran tại câu lạc bộ và bắt đầu tạo được mối quan hệ đối tác tại một vài câu lạc bộ. Năm 1997, ông gia nhập một câu lạc bộ tại Segunda División khác, CF Extremadura và giúp câu lạc bộ thăng hạng, kết thúc mùa giải ở vị trí thứ 2 trên bảng xếp hạng sau Deportivo Alavés, với 23 trận thắng trong tổng số 42 trận. CF Extremadura cũng chỉ trụ lại ở Primera División một mùa giải, và bị xuống hạng năm 1999 sau khi cán đích ở vị trí thứ 17 và thua trận play-off trước Villarreal CF.
Sau đó Benítez rời CF Extremadura và dành một năm nghiên cứu ở Anh và Ý. Ông cũng là nhà phân tích, bình luận trận đấu cho Eurosport, Marca, El Mundo và kênh truyền hình Madrid TV. Năm 2000 ông được bổ nhiệm làm huấn luyện viên CD Tenerife ở Segunda División, và với đội hình gồm Mista, Curro Torres, Luis García ông đã giúp câu lạc bộ thăng hạng La Liga với việc xếp thứ 3 khi mùa giải kết thúc, đứng sau Sevilla FC và Real Betis.

## Valencia CF

### 2001-2002: Nhà vô địch Tây Ban Nha
Năm 2001 Benítez được bổ nhiệm làm huấn luyện viên Valencia CF thay thế Hector Cuper. Câu lạc bộ trước đó đã tiếp cận Javier Irureta, Mané và Luis Aragonés nhưng đều thất bại. Tuy nhiên chủ tịch câu lạc bộ Javier Subirats đã nhận ra khả năng của Benítez và ủng hộ việc bổ nhiệm ông. Bất chấp mất cả Gaizka Mendieta và Claudio López, ông vẫn thừa hưởng từ Cuper một đội bóng đầy tiềm năng. Santiago Cañizares, Roberto Ayala, Rubén Baraja, David Albelda và Pablo Aimar đã tạo nên trục xương sống cho một đội bóng mạnh nhưng chưa đáp ứng được sự kỳ vọng.
Người hâm mộ Valencia CF đã bị lôi cuốn bởi phong cách tấn công mạnh mẽ mà Benítez truyền cho các học trò. Ông cũng biết cách sử dụng Mista và Curro Torres. Mista trở thành chân sút hàng đầu của Valencia với 19 bàn thắng trong mùa giả 2003-04 còn Curro Torres đã vươn lên đẳng cấp quốc tế. Năm 2002, lối chơi này đã giúp Benítez đưa Valencia CF đến danh hiệu La Liga đầu tiên sau 31 năm với khoảng cách 7 điểm so với đội thứ hai Deportivo de La Coruña.
Tuy vậy mùa giải tiếp theo 2002-03 là một nỗi thất vọng khi câu lạc bộ thất bại trong việc bảo vệ danh hiệu, học kết thúc mùa giải với vị trí thứ 5 kém nhà vô địch Real Madrid 18 điểm. Mùa giải này cũng chứng kiến trận ra mắt của Benítez tại UEFA Champions League. Valencia vào tới tứ kết trước khi để thua Inter Milan.

### 2003-2004: Cú đúp La Liga/UEFA Cup
Mùa giải 03-04 là một câu chuyện khác. Valencia CF vô địch La Liga trước 3 vòng đấu và đánh bại Marseille 2-0 trong trận chung kết UEFA Cup. Bất chấp thành công này, Benítez đã có bất hòa với Jesus Garcia Pitarch, giám đốc thể thao của câu lạc bộ trong việc mua sắm cầu thủ và thất bại của câu lạc bộ trong việc củng cố đội hình. Sự khác biệt về quan điểm khiến Benítez từ chức vào tháng 6-2004. Ông nổi tiếng với câu nói: " Tôi yêu cầu một cái bàn và họ mua cho tôi một cái chụp đèn" khi được hỏi về những cầu thủ ông muốn mua.

## Liverpool

### 2004-2005 Nhà vô địch châu Âu
Liverpool đã rất nhanh chiếm lợi thế trong sự bất hòa ở Valencia và Benítez được bổ nhiệm làm huấn luyện viên Liverpool vào ngày 16 tháng 4 năm 2004 thay thế Gérard Houllier. Đến Liverpool ông thấy mình có tình thế tương tự ở Valencia. Câu lạc bộ rất có khả năng nhưng thường xuyên thi đấu không đáp ứng được sự kỳ vọng, bao gồm Michael Owen, Steven Gerrard, Jamie Carragher, Dietmar Hamann, Harry Kewell, Steve Finnan và Sami Hyypiä.
Benítez đến Liverpool khi Michael Owen bị bán đến Real Madrid. Sau đó ông mua một số cầu thủ từ La Liga, nổi bật nhất là Luis García, Fernado Morientes và Xabi Alonso. Trong suốt mùa giải đầu tiên, ông thất bại trong việc cải thiện phong độ đội bóng tại Premiership. Những cầu thủ chủ chốt như Steven Gerrard, Milan Baroš, Djibril Cissé, Xabi Alonso và Dietmar Hamann phải nghỉ thì đấu thường xuyên do chấn thương và Liverpool thất bại trong việc cạnh tranh với Chelsea và Arsenal trong việc danh hiệu vô địch. Cuối cùng họ cán đích ở vị trí thứ 5. Tuy vậy họ cũng tiến đến được trận chung kết Carling Cup với Chelsea tại Sân vận động Thiên niên kỷ nhưng thua 2-3 sau 120 phút thi đấu.
Ở UEFA Champions League, tình thế lại rất khác, bất chấp sự khởi đầu tệ hại. Liverpool bắt đầu chiến dịch của mình với chiến thắng chung cuộc 2-1 không mấy ấn tượng trước Grazer AK ở vòng sơ loại và đã có những phút ngoài cuộc chơi tại vòng bảng cho đến trước bàn thắng ở phút 87 của Gerrard đánh bại Olympiakos 3-1 giúp đội bóng lọt vào vòng 1/16. Bayer Leverkusen bị đánh bại 3-1 sau 2 lượt trận, theo sau là Juventus với thất bại chung cuộc 2-1.
Ở bán kết, Liverpool đối đầu với Chelsea, đội bóng vừa vô địch Premier League và vượt qua đội bóng được đánh giá cao FC Barcelona ở vòng trước. Chelsea đã đánh bại Liverpool ở trận chung kết Carling Cup và 2 lần ở Premiership. Sau lượt đi không có bàn thắng ở Stamford Bridge, bàn thắng sớm của Luis García giúp Liverpool giành thắng lợi chung cuộc 1-0 và tiến vào trận chung kết với AC Milan. Trong trận chung kết kinh điển, Liverpool từ thế bị dẫn trước 0-3 trong hiệp 1 đã gỡ hòa 3-3 và cuối cùng giành chiến thắng trong loạt sút luân lưu với sự xuất sắc của Jerzy Dudek mang về cho Liverpool chiếc cúp C1/Champions League thứ 5 trong lịch sử.

### 2005-2006 Nhà vô địch cúp FA
Trong mùa giải 2005-2006, Benítez tiếp tục củng cố đội hình Liverpool với việc ký hợp đồng với Peter Crouch, Mohamed Sissoko, José Manuel Reina, Boudewijn Zenden và Daniel Agger cùng với đó là cựu cầu thủ Liverpool (cũng là cầu thủ được người hâm mộ yêu thích) Robbie Fowler trong kỳ chuyển nhượng mùa đông.
Đáng chú ý là Dudek, người hùng trong trận Chung kết UEFA Champions League 2005 không còn là sự lựa chọn số một cho vị trí thủ môn, và ngay lập tức bị thay thế bởi Pepe Reina. Benítez cũng nhanh chóng gạt đi những người hùng Vladimír Šmicer và Igor Biscan, những người có nhiều đóng góp quan trọng cho thành công ở châu Âu nhưng có vẻ không phù hợp với kế hoạch lâu dài của Benítez. Benítez cũng bán 2 trong số những bản hợp đồng đầu tiên của ông ở đất Anh: Josemi và Antonio Núñez sau khi họ thất bại trong việc chứng tỏ mình.
Những sự tăng cường đã cải thiện đáng kể phong độ của Liverpool tại Premiership. Liverpool cán đích ở vị trí thứ 3, giành quyền tham dự UEFA Champions League và chỉ kém đội thứ hai một điểm. Liverpool còn giành Cúp FA, đánh bại cả Manchester United và Chelsea trên đường tiến vào trận chung kết với West Ham United. Lịch sử đã lặp lại khi họ nâng cao chiếc cúp vô địch sau loạt sút luân lưu sau khi tỷ số hòa 3-3 đầy kịch tính. Liverpool bị dẫn trước 2-0 và đang bị dẫn 3-2 khi Steven Gerrard ghi bàn thắng gỡ hòa ở phút bù giờ. Trong loạt sút luân lưu, Pepe Reina đã đẩy được 3 cú sút để giành cúp.
Với việc giành Cúp FA Benitez trở thành huấn luyện viên duy nhất trong lịch sử Liverpool đạt được danh hiệu trong cả hai mùa giải đầu tiên của mình ở câu lạc bộ.

## Inter Milan
Ngày 10/6/2010, chỉ một vài ngày sau khi rời Liverpool, ông đã đồng ý dẫn dắt Inter Milan, câu lạc bộ vừa vô địch Serie A và UEFA Champions League.

## Danh hiệu

### Cầu thủ
Parla
- Tercera División: 1981–82

### Huấn luyện Viên

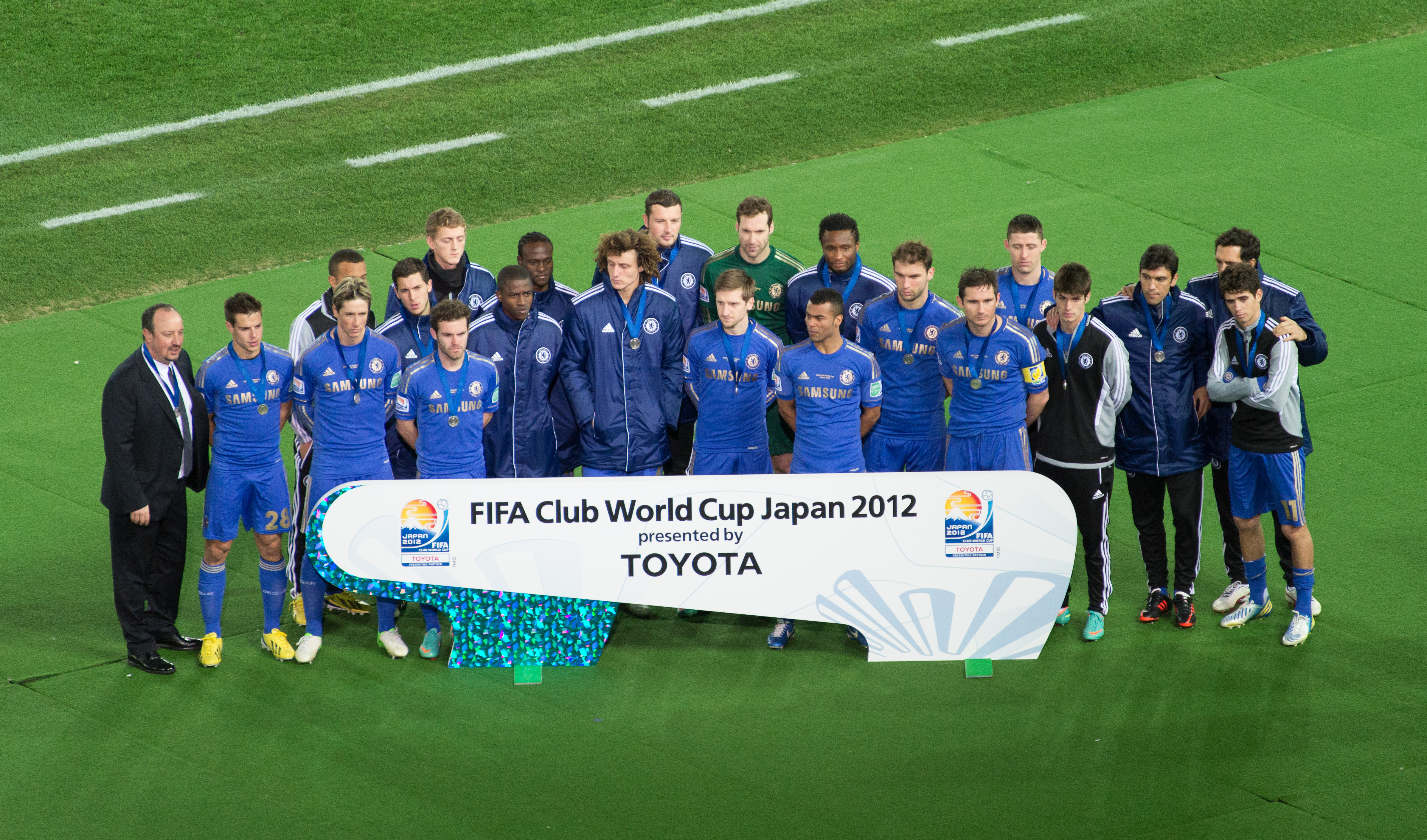
Benítez dẫn dắt Chelsea tại FIFA Club World Cup 2012

Valencia
- La Liga: 2001–02, 2003–04
- UEFA Cup: 2003–04

Liverpool
- FA Cup: 2005–06
- FA Community Shield: 2006
- UEFA Champions League: 2004–05
- UEFA Super Cup: 2005

Inter Milan
- Supercoppa Italiana: 2010
- FIFA Club World Cup: 2010

Chelsea
- UEFA Europa League: 2012–13

Napoli
- Coppa Italia: 2013–14
- Supercoppa Italiana: 2014

Newcastle United
- EFL Championship: 2016–17[2]